# 謝阿蠻
謝阿蠻，唐玄宗時期一名歌妓。正史无记载，见于《明皇杂录》，称謝阿蠻为新豐市女伶，善舞《凌波曲》，常出入宮中，唐玄宗的贵妃楊贵妃遇之甚厚，亦遊於楊國忠及諸姨宅。安史之乱爆发后，在马嵬驿之变中，唐玄宗被迫赐死杨贵妃。安史之乱平定后，唐玄宗回到華清宮，復令召焉。一曲舞罷，阿蠻因出金粟裝臂環，云：「此貴妃所與。」唐玄宗持之悽怨出涕，左右莫不嗚咽。

## 备注
1. ↑  新豐市可能指新丰县，在今陕西省西安市境。
2. ↑  诸姨，指杨贵妃的堂姐——韓國夫人、虢國夫人、秦國夫人。